# Pirkštejn
Pirkštejn (též Pirkenštejn) je hrad v Ratajích nad Sázavou, zvaný dolní. Byl vystavěn ve 14. století v jihozápadní části ratajské ostrožny Jindřichem z Lipé. Areál hradu je chráněn jako kulturní památka.

## Historie
Dějiny hradu úzce souvisí s dějinami druhého ratajského hradu přestavěného na zámek. Jejich společným zakladatelem byl v první třetině čtrnáctého století Jindřich z Lipé, ale první písemná zmínka o obou hradech pochází až z roku 1346. Pánům z Lipé Pirkštejn patřil až do poloviny šedesátých let čtrnáctého století, kdy hrad získali páni z Pirkštejna, kteří hrad pojmenovali Pirkštejn podle svého rodového hradu Sloupu (německy Bürgstein). Z jejich rodu pocházel významný politik doby po skončení husitských válek Hynce Ptáček z Pirkštejna. Zemřel 27. srpna 1444 v Ratajích a je zde i pochován v kostele svatého Matouše. Za pánů z Pirkštejna byl právě Pirkštejn sídelním ratajským hradem, kterým zůstal až do šestnáctého století, kdy Malešičtí z Černožic přestavěli druhý horní hrad na renesanční zámek. Mezitím se však v držení hradu vystřídali páni ze Švamberka, Viktorín z Poděbrad a řada dalších rodů. I po přestěhování panského sídla zůstal Pirkštejn udržován. Během selského povstání v roce 1627 byl poškozen, a opuštěn. V letech 1713–1724 ho přestavěli na faru se zvonicí.
Hrad je v majetku církve, od roku 2015 je pronajat pražskému kavárníkovi Ondřeji Kobzovi a je veřejnosti – až na výjimky – nepřístupný.

## Stavební podoba
Pirkštejn patří mezi pokročilejší varianty hrady bergfritového typu. Vzhledem k těsné návaznosti na městečko zřejmě neměl předhradí. Ostrožnu od města odděloval šíjový příkop. Za ním volně stojí okrouhlý bergfrit obepnutý pláštěm hradby, z jejíhož ochozu bylo možné kontrolovat kulisovou bránu. V nejlépe chráněné zadní části ostrožny stojí palác se třemi místnostmi v každém patře, který byl níže ve svahu obehnaný parkánem. Částečně dochované hospodářské budovy stály po obou stranách nádvoří.

## Galerie

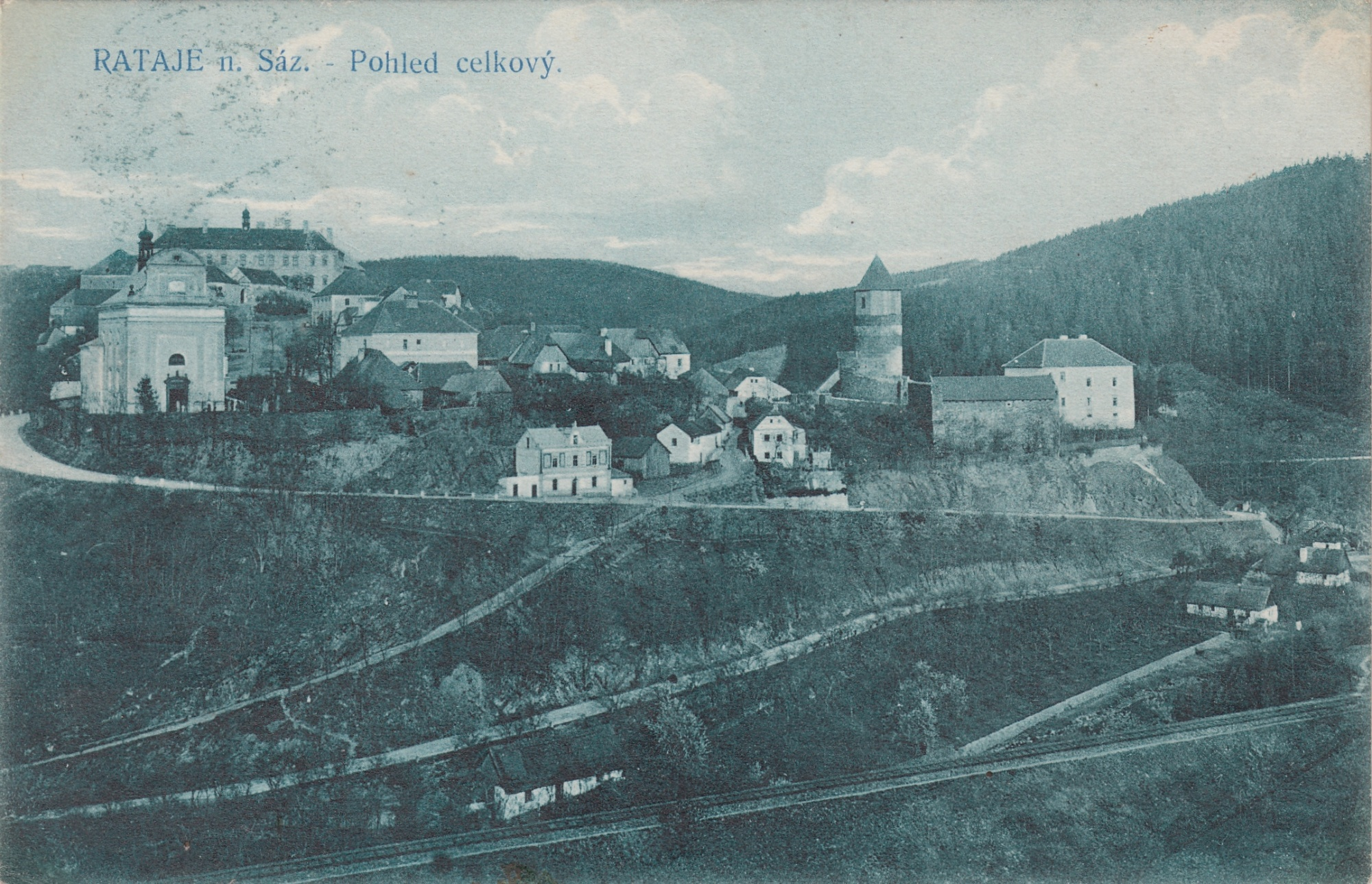
Celkový pohled na Rataje před rokem 1912, vpravo hrad Pirkštejn
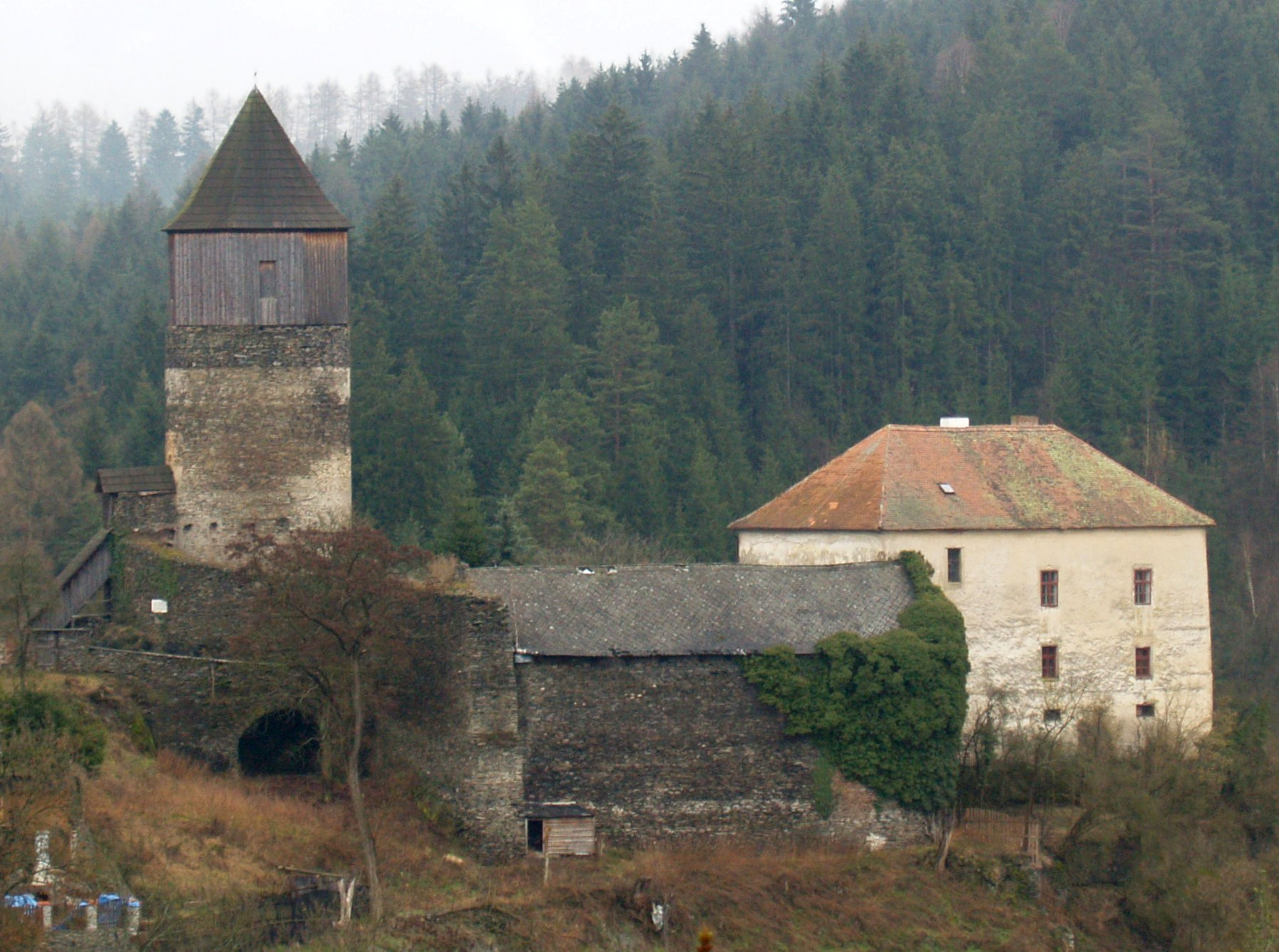
Pohled z východu
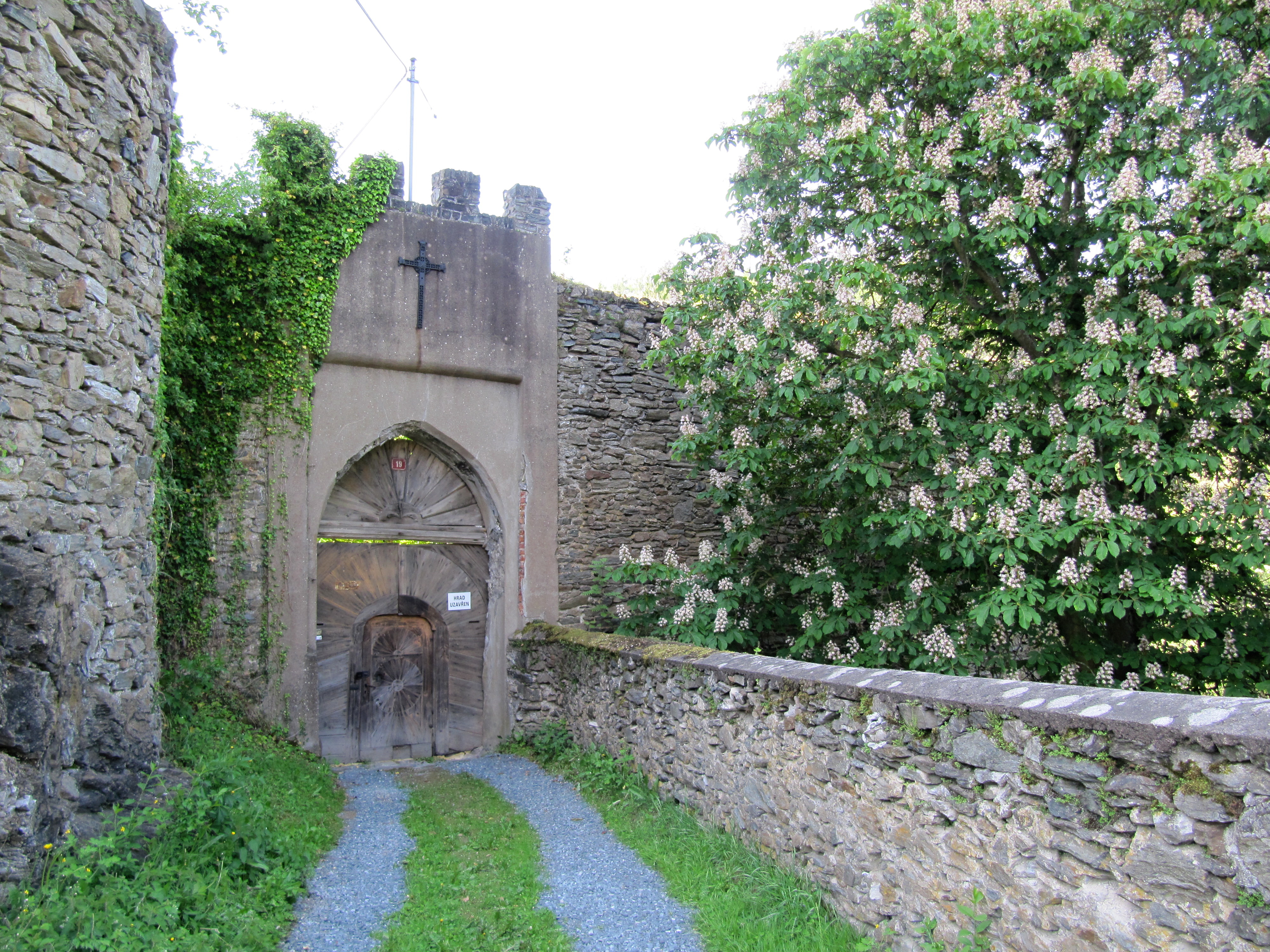
Brána